# Jeffrey Bruma
Jeffrey Kevin van Homoet Bruma (Rotterdam, 13 novembre 1991) è un ex calciatore olandese, di ruolo difensore.

## Caratteristiche tecniche
Centrale di difesa roccioso e dal fisico ben strutturato, ha nel senso d'anticipo e nella capacità di corsa i suoi principali punti di forza. Dotato di un buon dribbling, è in possesso di una discreta visione di gioco che gli consente di impostare l'azione offensiva dalle retrovie.
All'occorrenza può ricoprire anche il ruolo di terzino destro.

## Carriera

### Club

#### Feyenoord e Chelsea
Dopo un anno passato nelle giovanili del Feyenoord, nel 2007 viene ceduto al Chelsea, che lo acquista per 100.000 sterline, facendo la sua prima apparizione nelle squadre giovanili dei Blues all'età di 16 anni. Nel settembre del 2009 viene inserito nella lista per la Champions League 2009-2010 stilata dall'allenatore Carlo Ancelotti in occasione della partita contro il Porto, mentre il 24 ottobre 2009 esordisce in Premier League nella partita poi terminata per 5 a 0 tra il Chelsea ed il Blackburn..

#### Il prestito al Leicester City
Nel mercato invernale passa in prestito al Leicester City, squadra militante in Championship, dove colleziona 11 presenze e 2 gol.

#### Il prestito biennale all'Amburgo
Il 30 giugno 2011 l'Amburgo ufficializza il suo acquisto per 500.000 euro, il calciatore viene preso in prestito biennale per le successive 2 stagioni.

#### PSV Eindhoven
Il 13 luglio 2013 viene ceduto dal Chelsea al PSV Eindhoven a titolo definitivo stavolta per 3,5 milioni di euro, facendo così ritorno in patria dopo 6 anni.

#### Wolfsburg e i prestiti a Schalke e Mainz
Il 26 giugno 2016 si trasferisce ai tedeschi del Wolfsburg per 11.5 milioni di euro. Con il club tedesco realizza una sola rete in 33 presenze; tuttavia, nella stagione 2018-2019, il giocatore non colleziona nemmeno una presenza e, nella sessione di mercato invernale, viene girato in prestito allo Schalke 04.
Il 31 gennaio 2019, nell’ultimo giorno di mercato invernale, viene ufficializzato il passaggio in prestito al club dello Schalke 04.
Tornato al Wolfsburg, non trovando ancora spazio il 29 gennaio 2020 passa in prestito al Magonza.

#### Kasımpaşa
Il 4 agosto 2021 firma per il Kasımpaşa.

### Nazionale
Il 13 ottobre 2009, in occasione della partita contro la Polonia Under-21, ha fatto il proprio debutto ufficiale con la nazionale olandese Under-21.
L'11 agosto 2010 esordisce con la maglia della nazionale maggiore contro l'Ucraina, partita poi terminata 1-1.

## Statistiche

### Presenze e reti nei club
Statistiche aggiornate al 8 maggio 2016.
| Stagione             | Squadra              | Campionato           | Campionato | Campionato | Coppe nazionali | Coppe nazionali | Coppe nazionali | Coppe continentali | Coppe continentali | Coppe continentali | Altre coppe | Altre coppe | Altre coppe | Totale | Totale |
| Stagione             | Squadra              | Comp                 | Pres       | Reti       | Comp            | Pres            | Reti            | Comp               | Pres               | Reti               | Comp        | Pres        | Reti        | Pres   | Reti   |
| -------------------- | -------------------- | -------------------- | ---------- | ---------- | --------------- | --------------- | --------------- | ------------------ | ------------------ | ------------------ | ----------- | ----------- | ----------- | ------ | ------ |
| 2009-2010            | Chelsea              | PL                   | 2          | 0          | FACup+CdL       | 0+1             | 0               | UCL                | 0                  | 0                  | CS          | 0           | 0           | 3      | 0      |
| 2010-feb. 2011       | Chelsea              | PL                   | 2          | 0          | FACup+CdL       | 1+1             | 0               | UCL                | 2                  | 0                  | CS          | 1           | 0           | 7      | 0      |
| Totale Chelsea       | Totale Chelsea       | Totale Chelsea       | 4          | 0          |                 | 3               | 0               |                    | 2                  | 0                  |             | 1           | 0           | 10     | 0      |
| feb.-giu. 2011       | Leicester City       | FLC                  | 11         | 2          | FACup+CdL       | 0+0             | 0               | -                  | -                  | -                  | -           | -           | -           | 11     | 2      |
| 2011-2012            | Amburgo              | BL                   | 22         | 2          | CG              | 1               | 0               | -                  | -                  | -                  | -           | -           | -           | 23     | 2      |
| 2012-2013            | Amburgo              | BL                   | 18         | 1          | CG              | 1               | 0               | -                  | -                  | -                  | -           | -           | -           | 19     | 1      |
| Totale Amburgo       | Totale Amburgo       | Totale Amburgo       | 40         | 3          |                 | 2               | 0               |                    | -                  | -                  |             | -           | -           | 42     | 3      |
| 2013-2014            | PSV Eindhoven        | ED                   | 31         | 4          | CO              | 2               | 0               | UCL+UEL            | 4+5                | 0                  | -           | -           | -           | 42     | 4      |
| 2014-2015            | PSV Eindhoven        | ED                   | 31         | 3          | CO              | 2               | 0               | UEL                | 10                 | 0                  | -           | -           | -           | 43     | 3      |
| 2015-2016            | PSV Eindhoven        | ED                   | 32         | 0          | CO              | 3               | 0               | UCL                | 8                  | 0                  | SO          | 1           | 0           | 44     | 0      |
| Totale PSV Eindhoven | Totale PSV Eindhoven | Totale PSV Eindhoven | 94         | 7          |                 | 7               | 0               |                    | 27                 | 0                  |             | 1           | 0           | 129    | 7      |
| 2016-2017            | Wolfsburg            | BL                   | 20         | 1          | CG              | 2               | 0               | -                  | -                  | -                  | -           | -           | -           | 22     | 1      |
| 2017-2018            | Wolfsburg            | BL                   | 11         | 0          | CG              | 2               | 0               | -                  | -                  | -                  | -           | -           | -           | 13     | 0      |
| gen.-giu. 2019       | Schalke 04           | BL                   | 9          | 0          | CG              | 1               | 0               | UCL                | 2                  | 0                  | -           | -           | -           | 12     | 0      |
| 2019-gen.2020        | Wolfsburg            | BL                   | 9          | 0          | CG              | 1               | 0               | UEL                | 5                  | 0                  | -           | -           | -           | 15     | 0      |
| Totale Wolfsburg     | Totale Wolfsburg     | Totale Wolfsburg     | 40         | 1          |                 | 5               | 0               |                    | 5                  | 0                  |             | -           | -           | 50     | 1      |
| gen.-giu. 2020       | Magonza              | BL                   | 8          | 0          | CG              | -               | -               | -                  | -                  | -                  | -           | -           | -           | 8      | 0      |
| 2021-2022            | Kasımpaşa            | SL                   | 15         | 0          | TK              | 0               | 0               | -                  | -                  | -                  | -           | -           | -           | 15     | 0      |
| 2022-gen. 2023       | Kasımpaşa            | SL                   | 10         | 0          | TK              | 1               | 0               | -                  | -                  | -                  | -           | -           | -           | 11     | 0      |
| Totale Kasimpasa     | Totale Kasimpasa     | Totale Kasimpasa     | 25         | 0          |                 | 1               | 0               |                    | -                  | -                  |             | -           | -           | 26     | 0      |
| gen.-giu. 2023       | Heerenveen           | ED                   | 12         | 0          | CO              | 2               | 0               | -                  | -                  | -                  | -           | -           | -           | 14     | 0      |
| 2023-2024            | RKC Waalwijk         | ED                   | 10         | 0          | CO              | 1               | 0               | -                  | -                  | -                  | -           | -           | -           | 11     | 0      |
| Totale carriera      | Totale carriera      | Totale carriera      | 253        | 13         |                 | 22              | 0               |                    | 36                 | 0                  |             | 2           | 0           | 313    | 13     |

### Cronologia di presenze e reti in nazionale
| Cronologia completa delle presenze e delle reti in nazionale ― Paesi Bassi | Cronologia completa delle presenze e delle reti in nazionale ― Paesi Bassi | Cronologia completa delle presenze e delle reti in nazionale ― Paesi Bassi | Cronologia completa delle presenze e delle reti in nazionale ― Paesi Bassi | Cronologia completa delle presenze e delle reti in nazionale ― Paesi Bassi | Cronologia completa delle presenze e delle reti in nazionale ― Paesi Bassi | Cronologia completa delle presenze e delle reti in nazionale ― Paesi Bassi | Cronologia completa delle presenze e delle reti in nazionale ― Paesi Bassi |
| Data                                                                       | Città                                                                      | In casa                                                                    | Risultato                                                                  | Ospiti                                                                     | Competizione                                                               | Reti                                                                       | Note                                                                       |
| -------------------------------------------------------------------------- | -------------------------------------------------------------------------- | -------------------------------------------------------------------------- | -------------------------------------------------------------------------- | -------------------------------------------------------------------------- | -------------------------------------------------------------------------- | -------------------------------------------------------------------------- | -------------------------------------------------------------------------- |
| 11-8-2010                                                                  | Donec'k                                                                    | Ucraina                                                                    | 1 – 1                                                                      | Paesi Bassi                                                                | Amichevole                                                                 | -                                                                          | 84’                                                                        |
| 8-6-2011                                                                   | Montevideo                                                                 | Uruguay                                                                    | 1 – 1                                                                      | Paesi Bassi                                                                | Amichevole                                                                 | -                                                                          | 46’ - 78’                                                                  |
| 7-10-2011                                                                  | Rotterdam                                                                  | Paesi Bassi                                                                | 1 – 0                                                                      | Moldavia                                                                   | Qual. Euro 2012                                                            | -                                                                          |                                                                            |
| 11-10-2011                                                                 | Solna                                                                      | Svezia                                                                     | 3 – 2                                                                      | Paesi Bassi                                                                | Qual. Euro 2012                                                            | -                                                                          |                                                                            |
| 6-9-2013                                                                   | Tallinn                                                                    | Estonia                                                                    | 2 – 2                                                                      | Paesi Bassi                                                                | Qual. Mondiali 2014                                                        | -                                                                          | 67’                                                                        |
| 11-10-2013                                                                 | Amsterdam                                                                  | Paesi Bassi                                                                | 8 – 1                                                                      | Ungheria                                                                   | Qual. Mondiali 2014                                                        | -                                                                          |                                                                            |
| 15-10-2013                                                                 | Istanbul                                                                   | Turchia                                                                    | 0 – 2                                                                      | Paesi Bassi                                                                | Qual. Mondiali 2014                                                        | -                                                                          | 46’                                                                        |
| 16-11-2014                                                                 | Amsterdam                                                                  | Paesi Bassi                                                                | 6 – 0                                                                      | Lettonia                                                                   | Qual. Euro 2016                                                            | 1                                                                          |                                                                            |
| 5-6-2015                                                                   | Amsterdam                                                                  | Paesi Bassi                                                                | 3 – 4                                                                      | Stati Uniti                                                                | Amichevole                                                                 | -                                                                          |                                                                            |
| 3-9-2015                                                                   | Amsterdam                                                                  | Paesi Bassi                                                                | 0 – 1                                                                      | Islanda                                                                    | Qual. Euro 2016                                                            | -                                                                          | 41’                                                                        |
| 6-9-2015                                                                   | Konya                                                                      | Turchia                                                                    | 3 – 0                                                                      | Paesi Bassi                                                                | Qual. Euro 2016                                                            | -                                                                          |                                                                            |
| 10-10-2015                                                                 | Astana                                                                     | Kazakistan                                                                 | 1 – 2                                                                      | Paesi Bassi                                                                | Qual. Euro 2016                                                            | -                                                                          | 31’                                                                        |
| 13-10-2015                                                                 | Amsterdam                                                                  | Paesi Bassi                                                                | 2 – 3                                                                      | Rep. Ceca                                                                  | Qual. Euro 2016                                                            | -                                                                          |                                                                            |
| 13-11-2015                                                                 | Cardiff                                                                    | Galles                                                                     | 2 – 3                                                                      | Paesi Bassi                                                                | Amichevole                                                                 | -                                                                          | 82’                                                                        |
| 25-3-2016                                                                  | Amsterdam                                                                  | Paesi Bassi                                                                | 2 – 3                                                                      | Francia                                                                    | Amichevole                                                                 | -                                                                          |                                                                            |
| 29-3-2016                                                                  | Londra                                                                     | Inghilterra                                                                | 1 – 2                                                                      | Paesi Bassi                                                                | Amichevole                                                                 | -                                                                          | 57’                                                                        |
| 27-5-2016                                                                  | Dublino                                                                    | Irlanda                                                                    | 1 – 1                                                                      | Paesi Bassi                                                                | Amichevole                                                                 | -                                                                          |                                                                            |
| 1-6-2016                                                                   | Danzica                                                                    | Polonia                                                                    | 1 – 2                                                                      | Paesi Bassi                                                                | Amichevole                                                                 | -                                                                          | cap.                                                                       |
| 4-6-2016                                                                   | Vienna                                                                     | Austria                                                                    | 0 – 2                                                                      | Paesi Bassi                                                                | Amichevole                                                                 | -                                                                          | cap.                                                                       |
| 1-9-2016                                                                   | Amsterdam                                                                  | Paesi Bassi                                                                | 1 – 2                                                                      | Grecia                                                                     | Amichevole                                                                 | -                                                                          |                                                                            |
| 6-9-2016                                                                   | Solna                                                                      | Svezia                                                                     | 1 – 1                                                                      | Paesi Bassi                                                                | Qual. Mondiali 2018                                                        | -                                                                          |                                                                            |
| 7-10-2016                                                                  | Rotterdam                                                                  | Paesi Bassi                                                                | 4 – 1                                                                      | Bielorussia                                                                | Qual. Mondiali 2018                                                        | -                                                                          |                                                                            |
| 10-10-2016                                                                 | Amsterdam                                                                  | Paesi Bassi                                                                | 0 – 1                                                                      | Francia                                                                    | Qual. Mondiali 2018                                                        | -                                                                          |                                                                            |
| 9-11-2016                                                                  | Amsterdam                                                                  | Paesi Bassi                                                                | 1 – 1                                                                      | Belgio                                                                     | Amichevole                                                                 | -                                                                          |                                                                            |
| 13-11-2016                                                                 | Lussemburgo                                                                | Lussemburgo                                                                | 1 – 3                                                                      | Paesi Bassi                                                                | Qual. Mondiali 2018                                                        | -                                                                          |                                                                            |
| Totale                                                                     |                                                                            | Presenze                                                                   | 25                                                                         |                                                                            | Reti                                                                       | 1                                                                          |                                                                            |

## Palmarès

### Club

#### Competizioni giovanili
- FA Youth Cup: 1

Chelsea: 2009-2010

#### Competizioni nazionali
- Community Shield: 1

Chelsea: 2009
- Coppa d'Inghilterra: 1

Chelsea: 2009-2010
- Campionato inglese: 1

Chelsea: 2009-2010
- Campionato olandese: 2

PSV: 2014-2015, 2015-2016
- Supercoppa dei Paesi Bassi: 1

PSV: 2015